# Raul Soares
Raul Soares là một đô thị thuộc bang Minas Gerais, Brasil. Đô thị này có diện tích 771,469 km², dân số năm 2007 là 30901 người, mật độ 40 người/km².